# Gonomyia (Gonomyia) birama
Gonomyia (Gonomyia) birama is een tweevleugelige uit de familie steltmuggen (Limoniidae). De soort komt voor in het Neotropisch gebied.
De wetenschappelijke naam voor de soort werd voor het eerst gepubliceerd in 1941 door Charles Paul Alexander.